# 普柳萨
普柳萨（羅馬化：Plyussa）是俄罗斯普斯科夫州的市级镇、普柳萨区行政中心及规模最大聚居地，地处普斯科夫州北部，位于纳尔瓦河一支流普柳萨河畔，在州府普斯科夫东北方。镇内设有同名铁路车站，位于卢加－普斯科夫线上。
15世纪末首见于文献。该地2022年人口有2,409人；2010年人口3,450；2002年人口3,856；1989年人口4,315。